# Vandijkophrynus
Vandijkophrynus (лат.) — род бесхвостых земноводных из семейства жаб. Род назван в честь южноавфриканского герпетолога Дэвида ван Дийка. Обитают в Южной Африке (южная Намибия, Южная Африка, Лесото и Эсватини, Зимбабве и Мозамбик).

## Классификация
На февраль 2023 года в род включают 6 видов:
- Vandijkophrynus amatolicus (Hewitt, 1925) — Светлогорлая жаба
- Vandijkophrynus angusticeps (Smith, 1848) — Чайкоголосая жаба
- Vandijkophrynus gariepensis (Smith, 1848) — Южноафриканская жаба
- Vandijkophrynus inyangae (Poynton, 1963) — Зимбабвийская жаба
- Vandijkophrynus nubicola (Hewitt, 1927)
- Vandijkophrynus robinsoni (Branch & Braack, 1996)